# Pere Pascual Piqué
Pere Pascual Piqué   (Barcelona, 20 de setembre de 1936 - 17 d'abril de 2024), conegut com a PPP, va ser un periodista i sacerdot català.
Va començar a treballar a El Correo Catalán el 1964. Dos anys més tard va participar a la Caputxinada, i després al naixement del SDEUB i a la fundació del Grup Democràtic de Periodistes. El 1967 esdevingué cap de la secció d'informació local, on va impulsar el periodisme d'investigació i va començar a fer seccions fixes. Posteriorment, va treballar a l'agència Europa Press i al Mundo Diario. Va deixar el periodisme per estudiar teologia a la Universitat de Navarra i el 1982 es va ordenar sacerdot de l'Opus Dei a València, per Joan Pau II. Com a mossèn va estar a l'Oratori de Bonaigua de Barcelona i també a Andorra. El 2016 alguns periodistes amb els quals havia coincidit a El Correo Catalán li van fer un homenatge en el seu vuitantè aniversari.